# رناته رودولف
رناته رودولف (آلمانی: Renate Rudolph؛ زادهٔ ۲۴ نوامبر ۱۹۴۹) بازیکن هندبال اهل آلمان بود.